# Можейко-Корженевские
 Може́йко-Коржене́вские — фамилия шляхетского дворянского рода Краковской Польши, Речи Посполитой, Варшавского герцогства, Царства Польского, позднее Российской империи. Имеют собственный дворянский герб Вага.

## Общие сведения
Дворянский род, происходящий от жившего в XIV веке Ходки Корженевского, из внуков которого Патей (Ипатий) был родоначальником литовского рода Поцеев, а Можейко — рода Можейко-Корженевских.

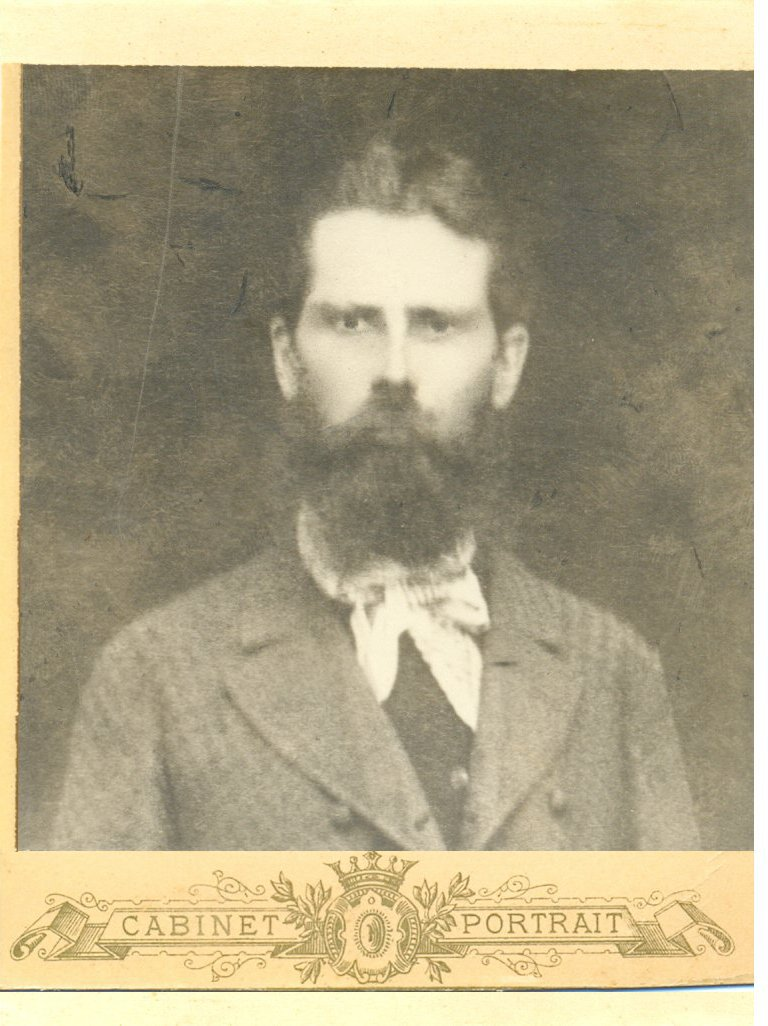
И. С. Можейко-Корженевский

За период с XIV по XIX век о роде Можейко-Корженевских практически нет сведений. Известен лишь последний представитель рода — чиновник Игнатий Станиславович Можейко-Корженевский (1850—1916). Его жена — Анна Ивановна, урождённая Поливанова (1852—1915). Их дочь — Александра Игнатьевна (1874—1947), вышла замуж за чиновника и дворянина Михаила Ивановича Оловянишникова (1872—1942), что по законам польской дворянской геральдики дало право роду Оловянишниковых официально иметь два герба: герб Вага (Можейко) и родовой герб Оловянишниковых.

## Описание герба
В голубом поле обращённый рогами вниз полумесяц, в него утверждён крест, которого продолжение, расходясь книзу, в концах загнуто кверху под углом. Концы этих линий соединены между собой пересекающей их поперечной чертой. Внизу же, в пространстве, остающемся между означенными линиями, помещается Корчак.